# Mozzarella de búfala campana

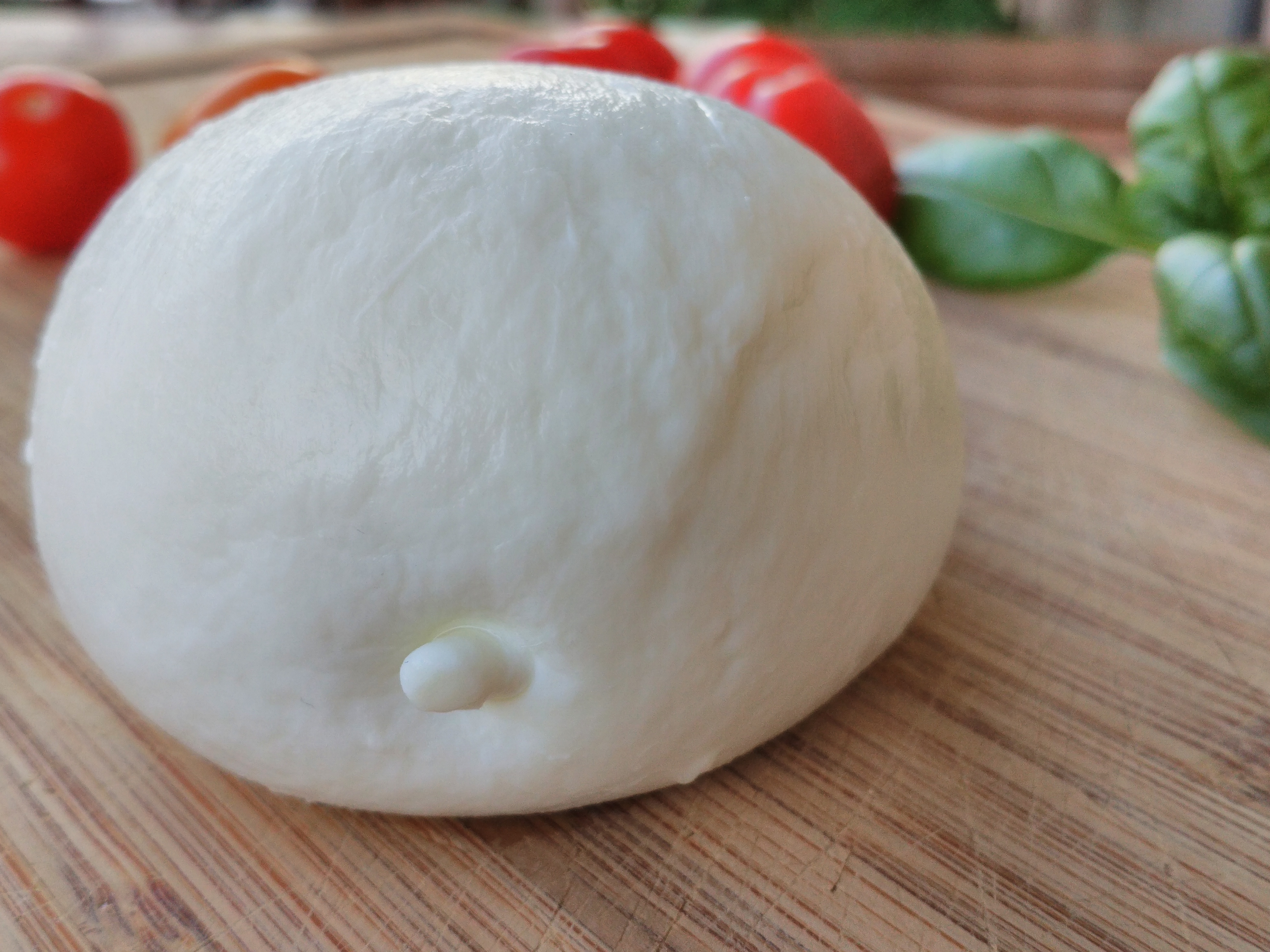
Mozzarella de búfala campana fresco.

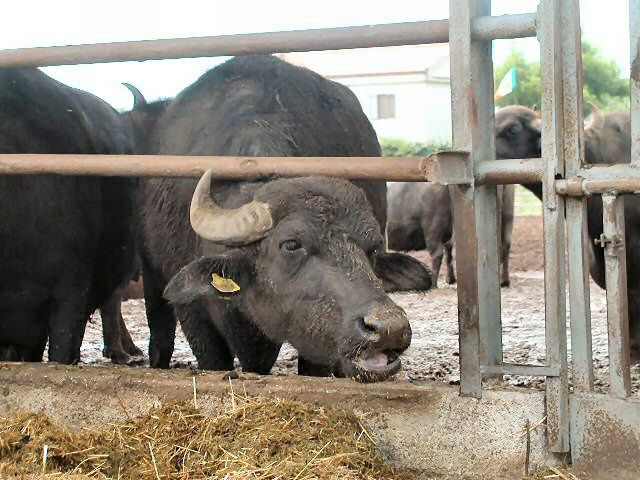
Búfalo de agua en el poblado de Paestum, Campania.

Mozzarella de búfala campana es un queso mozzarella, elaborado a base de leche de la hembra del búfalo de agua (Bubalus bubalis), con Denominación de Origen Protegida de la región italiana de Campania.

## Áreas de producción
Adicionalmente a Italia, país de su nacimiento, el mozzarella di bufala campana (en italiano) se elabora en muchas otras naciones. Existen productores de este queso en Argentina, Suiza, Estados Unidos, Australia, México, Chile, Brasil, España, Canadá, Venezuela, Reino Unido, Colombia, Tailandia, Egipto, India y Sudáfrica, donde todos usan leche de rebaños –propios– de estos bóvidos.
Algunos científicos creen que en Italia y en Bulgaria existen los mejores especímenes de las búfalas lecheras mencionadas.
En Italia, el queso se produce en regiones en un rango desde Roma (en Lazio), hasta Paestum, (cerca de Salerno) (en Campania). Además existe un área de producción cerca de Foggia, Puglia.
Mozzarella di bufala es una industria muy importante en Italia.
"Italia… es la casa de una industria de 300 millones de euros al año… Italia produce alrededor de 33 000 toneladas de su marca registrada Mozzarella di bufala campana cada año, con 16% de ventas en el extranjero, principalmente en la Unión Europea. Francia y Alemania son los principales importadores, pero las ventas se han expandido a Japón y Rusia.”

## Mozzarella di búfala campana
El mozzarella de búfala de Campania está garantizado por la marca registrada "Mozzarella di bufala campana". En 1993 le fue concedida la denominación de origen controlada (DOC, por sus siglas del italiano Denominazione di origine controllata). En 1996 la marca recibió el número de registro 1107/96, y en 2008 la Unión Europea le otorgó el status de Estado Geográfico Protegido e indicador DOP (denominación de origen protegida). A nivel internacional, cuenta con registro como denominación de origen, conforme al Sistema de Lisboa, ante la Organización Mundial de la Propiedad Intelectual, desde el 5 de mayo de 2014. Su principal característica es que se realiza íntegramente con leche de búfala de la Campania y la zona del bajo Lazio.
El Consorzio per la Tutela del Chezzo di Bufala Campana (Consorcio de la Protección del Queso de Búfala de Campania) es una organización de aproximadamente 200 productores, que, bajo la ley italiana, es responsable de "protección, vigilancia, promoción y mercadeo" del producto referido.
Entre los tantos quesos italianos dotados de estatus DOP, figuran el gorgonzola, el parmigiano-reggiano y el asiago.

## Historia en Italia
La historia del búfalo de agua en Italia no está claramente establecida. Una teoría es que, durante las migraciones a principios del periodo medieval, lo introdujeron godos provenientes de Asia. Sin embargo, según el Consorzio per la Tutela del Formaggio Mozzarella di Bufala Campana, la "hipótesis más aceptada" es que, el año 1000 d. C., normandos de Sicilia lo llevaron a Italia, donde árabes lo habrían introducido.
Como posible surgimiento de esta especie en Italia, el Consorzio per la Tutela… también se refiere a descubrimiento de fósiles del búfalo de agua prehistórico Bubalus murrensis. Adicionalmente, en una cuarta teoría se establece que árabes introdujeron estos grandes bóvidos, desde Mesopotamia hacia el noreste y, posteriormente, peregrinos y cruzados los llevaron a Europa.
"En tiempos antiguos, el búfalo era visiblemente normal en el campo, pues era de gran uso como animal de tiro en el arado de terrenos compactos y acuosos, esto gracias a su fuerza y el tamaño de sus pezuñas, las cuales no se hundían demasiado en tierra húmeda." [cita requerida]
Al inicio del siglo XII comenzaron a surgir por primera vez referencias de productos hechos de leche de búfala de agua.[cita requerida] A partir de la segunda mitad del siglo XVIII, la producción del mozzarella de búfala comenzó a expandirse por todo el sur de Italia, siendo que antes se producía en muy pequeñas cantidades.
"La producción en Nápoles y en sus pueblos cercanos fue brevemente interrumpida durante la Segunda Guerra Mundial, cuando los nazis de repliegue arruinaron el área de los rebaños, pero se reanudó unos años después de la firma del armisticio."[cita requerida]

## Etapas de producción
"La riqueza de la leche de búfala hace su procedimiento demasiado conveniente. Para producir un kilogramo de queso, un procesador de lácteos necesita de 8 kg de leche de vaca, pero sólo 5 kg de leche de búfala. La producción de un kilogramo de mantequilla requiere 14 kg de leche de vaca, mas sólo 10 kg de leche de búfala. Gracias a estos altos rendimientos, procesadores de lácteos aprecian el valor de la leche de búfala."
Los pasos requeridos para producir mozzarella de búfala campana son los siguientes:
1. Almacenamiento de la leche, sin pasteurizar, en contenedores grandes de acero
2. Calefacción de la leche: tratamiento térmico a la leche, después vertido en un separador de crema
3. Coagulación, mediante inducción de suero natural de la leche
4. Maduración de la nata. Esta reposa en tinas, de tal modo que se reduzca el proceso de acidificación y alcance un pH de 4.95
5. Centrifugación. En la nata se vierte agua caliente, para suavizarla y obtener la pasta filata
6. Configuración, con máquinas moldeadoras especiales
7. Enfriamiento, mediante inmersión en agua fría
8. Encurtido, por inmersión en tinas encurtidoras que contienen el suero original
9. Embalaje

| Los 10 mayores productores de leche de búfala en 2018 (toneladas, o miles de litros) | Los 10 mayores productores de leche de búfala en 2018 (toneladas, o miles de litros) |
| ------------------------------------------------------------------------------------ | ------------------------------------------------------------------------------------ |
| India                                                                                | 91.817.140                                                                           |
| Pakistán                                                                             | 28.109.000                                                                           |
| China                                                                                | 3.003.323                                                                            |
| Egipto                                                                               | 2.120.365                                                                            |
| Nepal                                                                                | 1.338.277                                                                            |
| Italia                                                                               | 247.158                                                                              |
| Birmania                                                                             | 193.841                                                                              |
| Irán                                                                                 | 129.904                                                                              |
| Sri Lanka                                                                            | 85.914                                                                               |
| Turquía                                                                              | 75.742                                                                               |

## Nutrición
El sistema digestivo de los búfalos de agua les permite convertir una baja cantidad de vegetación en leche de buena calidad, la cual, gracias a su elevado porcentaje de sólidos, le provee más altos niveles de proteína, grasa y minerales que la leche de vaca.
Contenidos por cada 100 g:
- Proteínas: 3.72 a 4.2%1
- Grasa: 7.5%1
- Vitamina A: 0.15 mg
- Vitamina B: 0.003 mg
- Vitamina B1:  0.3 mg
- Calcio: 169 mg1
- Fósforo: 380 mg
- Sodio: 0.4 mg
- Hierro: 0.7 mg
- Energéticos: 270 kcal

1Fuente: National Dairy Council, 1993.

## Maridaje
Generalmente, el queso de búfala se disfruta con pasta, calzone (masa de pan rellena de huevo revuelto, jamón y queso, al horno), vegetales, ensaladas, en pizza (de preferencia con queso de búfala de consistencia menos húmeda), en pan asado a la parrilla, o simplemente acompañado con aceite de oliva.